# Matsubaraea fusiforme
Matsubaraea fusiforme és una espècie de peix i l'única del gènere Matsubaraea.

## Etimologia
El nom del gènere, Matsubaraea, fa referència a l'ictiòleg japonès Shinnosuke Matsubara.

## Descripció
Fa 6,9 cm de llargària màxima.

## Cladograma
| Matsubaraea | \| \| Matsubaraea fusiforme \| \| \| \| |
|             | \| \| Matsubaraea fusiforme \| \| \| \| |
|             | Bembrops                                |
|             |                                         |
|             | Chrionema                               |
|             |                                         |
|             | Dactylopsaron                           |
|             |                                         |
|             | Enigmapercis                            |
|             |                                         |
|             | Hemerocoetes                            |
|             |                                         |
|             | Squamicreedia                           |
|             |                                         |
|             | Osopsaron                               |
|             |                                         |
|             | Percophis                               |
|             |                                         |
|             | Pteropsaron                             |
|             |                                         |
|             | Acanthaphritis                          |
|             |                                         |
|             | Matsubaraea fusiforme                   |
|             |                                         |

|  | Matsubaraea fusiforme |
|  |                       |

## Alimentació
Menja principalment crustacis de l'ordre Mysida.

## Hàbitat i distribució geogràfica
És un peix marí, demersal (entre 4 i 5 m de fondària) i de clima subtropical (35°N-28°S, 98°E-154°E), el qual viu al Pacífic occidental: els fons sorrencs al llarg de les costes del Japó, el Vietnam, Tailàndia, les illes Filipines i Austràlia (Queensland), incloent-hi el mar del Japó i el golf de Siam.

## Observacions
És inofensiu per als humans i el seu índex de vulnerabilitat és baix (17 de 100).